# NGC 2600
NGC 2600 este o galaxie LINER situată în constelația Ursa Mare. A fost descoperită în 7 martie 1886 de către Guillaume Bigourdan⁠(d). Se află la o distanță de 195 de megaparseci de Pământ.